# Gaurotes cuprifera
Gaurotes cuprifera är en skalbaggsart som beskrevs av Holzschuh 1993. Gaurotes cuprifera ingår i släktet Gaurotes och familjen långhorningar. Inga underarter finns listade i Catalogue of Life.